# Rebels
Rebels es el primer y único álbum en inglés, y cuarto álbum de estudio del grupo mexicano RBD. Fue lanzado a la venta el 19 de diciembre de 2006.
El álbum contiene temas de sus anteriores discos que fueron traducidos al inglés, además de temas nuevos realizados únicamente para el disco. El disco pertenece al género pop latino y pop rock, con un estilo dance pop y R&B, incursionando de esta manera en nuevos estilos.
El 21 de marzo de 2007 se lanza sólo en Japón la reedición del álbum bajo el nombre We are RBD, el cual contó con dos temas inéditos «Let the music play» y «Gone».
A modo de promoción se lanzaron sólo dos sencillo del álbum, el 22 de septiembre de 2006 se lanza el primer sencillo del disco, la balada titulada «Tu amor», compuesto por Diane Warren. Con dicho tema ganan en Francia el Premio Les Etoiles Cherie FM como canción internacional del año, y el Mi TRL Awards por mejor video. El segundo sencillo fue «Wanna play», lanzado sólo en Estados Unidos. El sencillo no contó con video musical. Se estipulaba que el tercer y último sencillo del álbum fuera «Money money», pero no fue así, sólo fue lanzado en España el 19 de diciembre de 2006.
Semanas antes del lanzamiento de "Rebels" se lanzó un Snippet que contenía un fragmento de una versión en inglés del tema "Enseñáme" pero esta versión no fue incluida en el filtro final.

## Lanzamiento, composición y producción
El 21 de noviembre de 2006 lanzan su tercer álbum de estudio en español titulado Celestial. Al mismo tiempo, el 19 de diciembre de 2006 se lanza el primer álbum en inglés de la agrupación, producido por Pedro Damián y grabado en Los Ángeles y Nueva York. El disco contiene once canciones, de las cuales ocho canciones fueron traducidas de sus anteriores álbumes:
- "Connected" («Tenerte y quererte» de Rebelde)
- "Keep it down low" («Solo quédate en silencio» de Rebelde)
- "Save me" («Sálvame» de Rebelde)
- "Happy worst day" («Feliz cumpleaños» de Nuestro amor)
- "This is love" («Nuestro amor" de Nuestro amor)
- "Gone" («Me voy» de Nuestro amor)
- "My philosophy" («Dame» de Celestial)
- "I wanna be the rain" («Quisiera ser» de Celestial)

Los sencillos de este disco fueron «Tu amor» fue escrito por la famosa compositora Diane Warren, «Money money» y «Wanna Play» producidos por Luny Tunes, con quienes habían trabajado anteriormente en su sencillo «Lento».
La canción «Gone», que aparece en la edición de lujo japonesa del álbum, titulado We are RBD, es una versión de la canción de la cantante Kelly Clarkson del mismo título, de su álbum Breakaway. 
Como es ya costumbre en este álbum también existen covers y adaptaciones al español de grandes artistas como "Let the music play" de la cantante Shannon de 1983 el cual esta canción fue grabada por la banda totalmente en inglés y que forma parte de la edición deluxe del disco, además del primer sencillo del disco «Tu amor» que es un tema original de la compositora Diane Warren, y que lo interpretó primeramente el cantante estadounidense Jon B en el año 1997.
El 28 de noviembre de 2008 es lanzado en Grecia como Rebels, el CD incluía un tema extra de RBD con Tamta - Αγαπώ (Yo amo, en griego), es el Greeklish remix de «Wanna play». Después de dos meses Tamta hizo otra versión griega de una canción de RBD llamada «Pame Parea», versión medio griega medio inglesa del sencillo «Rebelde».

## Promoción

### Sencillos
El primer sencillo del álbum es «Tu amor», lanzado el 22 de septiembre de 2006. Fue compuesto por Diane Warren. El sencillo debutó en la radio Kiss FM de Los Ángeles después de ser filtrado antes de su fecha de lanzamiento. El tema ganó en Francia el Premio Les Etoiles Cherie FM como canción internacional del año, y el Mi TRL Awards por mejor video. El video fue filmado en una playa de Los Ángeles y estrenado por MTV Tr3s el 23 de octubre de 2006. El tema es interpretado solo por Christian Chávez.
El segundo sencillo, lanzado el 17 de diciembre de 2006 sólo en Estados Unidos, es «Wanna play», fue compuesta por Andrea Martin, RedOne y Bilal Hajji. El sencillo no contó con video musical.
El tercer sencillo, lanzado el 19 de diciembre de 2006 sólo en España, es «Money money». No contó con vídeo musical.

### Interpretaciones en vivo
RBD interpretó en vivo varias canciones de Rebels en la radio y televisión, donde la banda participó en 2006 y 2007. En la edición de 2006 del Walmart Soundcheck, un programa patrocinado por la red de tiendas Walmart para dar a conocer un álbum de lanzamiento, el grupo cantó por primera vez la canción «Tu amor», su sencillo oficial del álbum. El 24 de noviembre de 2006, luego de su entrevista en inglés con Yahoo! Music, interpretan «Tu Amor». En 2007 se presentan en el programa CD USA interpretando «Tu Amor», «My Philosophy», «Wanna Play», «This is Love», «I Wanna be the rain» y «Save Me».
El 28 de mayo de 2007, el grupo es invitado por el empresario Donald Trump para presentarse en el mayor certamen de belleza, Miss Universo. El evento se realizó en el Auditorio Nacional de la Ciudad de México, México, donde el grupo realizó un medley con las canciones «Wanna play», «Cariño mio» y «Money, money». El 25 de julio de 2007 se presentan en el show acústico "Confesiones en concierto" de Ritmoson Latino, interpretando su primer sencillo «Tu amor».
También en 2007, el grupo participó por segunda vez en el Walmart Soundcheck. En esta ocasión, se realizaron las pistas «Cariño mío» y «Money money», como promoción de Rebels, además de otros temas incluidos en su álbum Celestial.

### Gira
Si bien el álbum no contó con un tour especial, las canciones del álbum fueron incluidas en su tercera gira mundial titulada "Tour Celestial 2007". En dicho tour se interpretaron los temas «Cariño mio», «Wanna play», «Money money», «I wanna be the rain» y «Tu amor». La gira recorrió Estados Unidos y Europa, además de América del Sur y América Central, la banda continuó acrecentando su trayectoria de éxitos a nivel internacional; sus visitas a Rumanía y España durante 2007 sorprendieron al mundo del espectáculo latinoamericano y les dio la oportunidad de ganarse al mercado español, uno de los más competidos del mundo.
El 22 de junio de 2007, como resultado de las exitosas presentaciones en España realizaron un concierto único en el estadio Vicente Calderón de Madrid ante más de 40 000 personas como parte de la gira, en el que se grabó Hecho en España con un impactante material que mostraba aspectos de la gira y el tremendo gancho del grupo sobre el escenario.
A principios de octubre, se confirmó por Roptus.com que el resto de la gira se posponía hasta nuevo aviso. La razón que se comunicó por la página web de la agrupación fue que RBD quería dar a su público un mejor espectáculo interpretando algunas canciones de su nuevo álbum, "Empezar Desde Cero", el cual fue lanzado el 20 de noviembre de 2007. RBD recaudó 5 400 000 dólares solo en América del Norte y un total combinado de 293 742 entradas vendidas a nivel mundial. 

## Recepción

### Crítica
El álbum recibió mayormente críticas negativas, Jason Birchmeier de Allmusic reseñó que si bien el sencillo «Tu amor» es perfecto, debido a su simplicidad y excelentes ritmos, así como también los temas «Wanna play» y «Cariño mio» con sus estilos Hip Hop y R&B, «Desafortunadamente, el resto de las 11 canciones son algo decepcionante. Cuando todo está dicho y hecho, algunas nuevas canciones destacadas no son suficientes para llevar adelante Rebels. De cualquier manera, Rebels no va a dominar el mundo de habla Inglés de la misma manera que los álbumes anteriores de RBD dominaron el mundo de habla española», finalmente recomienda al público permanecer con los álbumes en español de la agrupación, argumentando que las actuaciones son mejores, las producciones son consistentes, y las canciones son más agradables.

Denise Sheppard, del sitio web Amazon.com, sostuvo que los integrantes de RBD son mejores actores que cantantes, y crítica los 'quejidos' de Dulce María.

Los usuarios del sitio web MSN Music le dieron 4 estrellas y media de rating. La editora Denise Sheppard, del sitio Amazon.com, describe el disco y agrega «Dado que la mayoría de los RBD son veteranos de la TV, es seguro decir que algunos tal vez son actores más dotados de lo que son cantantes (considerar el doloroso quejido 'Britney-on-helio' de Dulce María). Afortunadamente, la composición se puede dejar a los profesionales que proporcionan un equilibrio constante de canciones 'Teen Top Pop 40', en gran parte en torno a dos temas: el amor y la pérdida del amor. El grupo aporta en ocasiones un sonido reggaeton un poco brusco ("Cariño Mio", "Wanna Play"), que es donde más brillan. Es ciertamente muy poco lo que es rebelde en RBD, pero su público entregado claramente los ama de la manera que son».

### Resultado comercial
En América del Norte, el álbum tuvo una mínima recepción. En los Estados Unidos el álbum se posicionó en el puesto cuarenta del Billboard 200, vendiendo 94 000 copias en su primera semana. En 2008, Keith Caulfield de Billboard reveló que según Nielsen SoundScan el álbum vendió alrededor de 225 000 copias en los Estados Unidos. En México el álbum obtuvo una baja posición, considerando el éxito de sus anteriores discos, posicionándose en el puesto setenta y cuatro del Mexican Albums Chart, siendo esta su mejor posición. Tras todo, fue certificado como disco de oro por la Asociación Mexicana de Productores de Fonogramas y Videogramas (AMPROFON), por la venta de 50 000 copias.
En Europa, el álbum tuvo una mejor recepción. En España, el álbum debutó en el tercer puesto de la lista de ventas, alcanzando el primer puesto a su segunda semana y manteniéndose durante dos semanas consecutivas en dicha posición. El álbum se posicionó en el puesto treinta de la lista de fin de año de lo más vendido según PROMUSICAE. Gracias a ello, Productores de Música de España (PROMUSICAE) le otorgó un disco de oro por la venta de 20 000 copias en el país.
En Asia obtuvo una excelente recepción. En Japón, la Recording Industry Association of Japan (RIAJ) le otorgó un disco de oro por la venta de 250 000 copias en el país.
En América del Sur, el álbum obtuvo una buena recepción desde su lanzamiento. En Brasil el álbum logró el primer puesto de la lista brasileña. El álbum ha vendido cerca de 2 millones de copias mundialmente,

## Lista de canciones
- Edición estándar

| Rebels |                       |                                                                     |          |  |
| N.º    | Título                | Escritor(es)                                                        | Duración |  |
| 1.     | «Tu Amor»             | Diane Warren                                                        | 4:38     |  |
| 2.     | «Wanna Play»          | Andrea Martin, RedOne, Bilal Hajji                                  | 3:41     |  |
| 3.     | «My Philosophy»       | Carlos Lara                                                         | 4:05     |  |
| 4.     | «Connected»           | Amy Powers, Guy Roche                                               | 3:16     |  |
| 5.     | «I Wanna Be The Rain» | Diane Warren                                                        | 4:07     |  |
| 6.     | «Cariño Mío»          | Andrea Martin, RedOne, Bilal Hajji                                  | 3:12     |  |
| 7.     | «Era La Música»       | Alisha Brooks, Evan V. McCulloch, Nick Nastasi, Ryan William Stokes | 3:31     |  |
| 8.     | «Keep It Down Low»    | Mauricio Arriaga                                                    | 3:36     |  |
| 9.     | «Happy Worst Day»     | Mats Hedström, Jade Ell                                             | 3:02     |  |
| 10.    | «This Is Love»        | Memo Méndez Guiú, Emil "Billy" Méndez                               | 3:39     |  |
| 11.    | «Save Me»             | Max DiCarlo, Carlos Lara, Pedro Damián                              | 3:56     |  |
| 40:43  |                       |                                                                     |          |  |

| Bonus track |                                                            |                                                           |          |  |
| N.º         | Título                                                     | Escritor(es)                                              | Duración |  |
| 12.         | «Money Money»                                              | Anthony Calo, Gabriel Cruz, Aarón Peña, Francisco Saldaña | 3:21     |  |
| 13.         | «Tu Amor» (Navidad Mix)                                    | Diane Warren                                              | 4:36     |  |
| 14.         | «Celestial» ("Ser o Parecer", "Dame" y "Bésame Sin Miedo") |                                                           | 2:00     |  |
| 53:13       |                                                            |                                                           |          |  |

| Walmart - EP |                                                          |          |  |
| N.º          | Título                                                   | Duración |  |
| 1.           | «No Pares» (original performance series)                 | 4:34     |  |
| 2.           | «Nuestro Amor» (original performance series)             | 3:43     |  |
| 3.           | «Ser o Parecer» (original performance series)            | 3:28     |  |
| 4.           | «Sólo Quédate En Silencio» (original performance series) | 3:39     |  |
| 5.           | «Tras De Mí» (original performance series)               | 4:23     |  |
| 6.           | «Tu Amor» (original performance series)                  | 4:31     |  |
| 7.           | «Making of Rebels»                                       | 7:13     |  |

| Rebels CD+DVD |                                                          |          |  |
| N.º           | Título                                                   | Duración |  |
| 1.            | «"Cómo se hizo" del video "Tu Amor"»                     |          |  |
| 2.            | «Entrevista exclusiva con la banda»                      |          |  |
| 3.            | «Behind the scenes recording of "Tu Amor (Navidad Mix)"» |          |  |
| 4.            | «Tu Amor» (Video musical con comentarios de la banda)    |          |  |
| 5.            | «Tu Amor» (Video musical)                                |          |  |

- Deluxe edition

| Deluxe edition - We are RBD |                      |              |          |  |
| N.º                         | Título               | Escritor(es) | Duración |  |
| 15.                         | «Let The Music Play» |              | 4:57     |  |
| 16.                         | «Gone»               |              | 3:25     |  |

Notas
- En las tiendas de Wal-Mart el disco viene con un exclusivo EP que contiene canciones en vivo y un video extra que muestra la creación del álbum.
- Este álbum también se lanza con un exclusivo Fan Pack a través de las tiendas Target, que incluye el álbum Rebels, una camiseta, y botones.
- La edición deluxe del disco viene con la imagen autografiada dentro.
- Si el álbum se compra en Kmart se recibirá un calendario de RBD del año 2007.
- Si usted pide en FYE.com, recibirá gratis una litografía de RBD "Rebels".